# Ectenognathus
Ectenognathus dryptoides es una  especie de coleóptero adéfago de la familia Carabidae y el único miembro del género monotípico Ectenognathus.